# アラウィー派

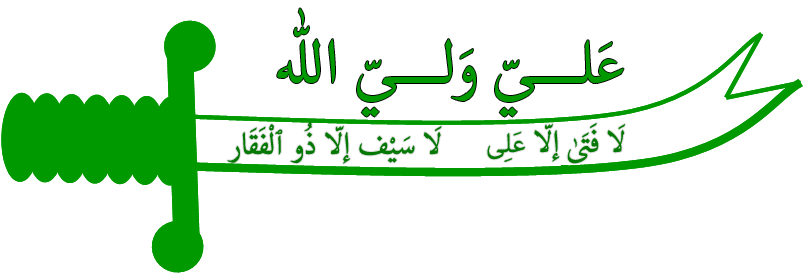
上部には「アリーはアッラーの友」、剣（ズルフィカール）には「アリーに勝る英雄なし」「ズルフィカールに勝る剣なし」と書かれている。アラウィー派などの崇敬するアリーを讃える表象。

アラウィー派 (アラウィーは、アラビア語: العلوية, ラテン文字転写: al-‘Alawīya) は、イスラーム教シーア派の一分派とされている宗教集団である。ヌサイル派あるいはヌサイリー派ともいう（#名称）。信徒の居住地はシリア、トルコ南東部、レバノンに分布するが、そのうち多数はシリア領ラタキア背後の山地に集中する。
教義については、信徒の限られた範囲内だけで伝えられているため、詳細が不明な点も多い。20世紀以後にアラウィー派の啓典が外部に流出し、煽情的なかたちで暴露的な出版がなされたことにより、教義の一部が知られるようになった。輪廻転生説を取り入れるなど、イスラム教の中では極めて異端的な教義を持つ特殊な宗派であり、イスラム教と「異教」との境界線上にあるとする意見もある。また、シーア派のどこから分派したかも明らかではない（後述）。基本的にコミュニティ内でのみ結婚関係を結ぶ閉鎖的なコミュニティであり、アラブ社会では伝統的に差別を受けてきた。
起源・歴史や教義については、よく分からない部分も多い。伝承では、「ヌサイル」という人物によって創始されたと伝えられている。この「ヌサイル」は、9世紀のハサン・アスカリーとアリー・ハーディーの取り巻きであったイブン・ヌサイルに同定されている。10世紀にシリア地方に定着したが、スンナ派などから迫害を受けて地中海沿岸の山地へと逃れた。
しかし、アラウィー派であるハーフィズ・アル＝アサドとその子バッシャール・アル＝アサドがシリアの大統領として独裁政治を行なったシリアにおいては1960年代後半から2010年代に政界の中枢を占め与党バアス党やシリア軍の有力者、バアス主義の哲学者・思想家ザキー・アル＝アルスーズィーを輩出した。とはいえシリアのアラウィー派人口は国民の1割強に過ぎず、2024年12月のアサド政権の崩壊後はスンナ派や旧アサド政権支持者へ報復を図る武装勢力による襲撃が相次ぎ、国内避難民となったりレバノン北部などへ亡命したりするアラウィー派信徒が多い。こうした事態は内戦中から予測されていた。

## 名称
アラウィーはアラビア語で「アリーに従う者」を意味する。「アラウィー派」という名称は近代以降のもので、それ以前は創始者とされるヌサイルにちなんで al-Nuṣayriyya（「ヌサイリー派」あるいは「ヌサイル派」）と呼ばれていた。そのため日本の学界では、19世紀までのアラウィー派を「ヌサイリー派」と呼ぶ慣行がある。ただし「ヌサイリー派」は、他派のムスリムから見た侮蔑的なニュアンスを伴う呼称である。
なお、オスマン帝国時代のアラウィー派/ヌサイリー派には農民が多かったため、当時の「ヌサイリー」は「農民」を意味する言葉でもあった。
10世紀には、シーア派の活動家ムハンマド・ブン・ヌサイル・アン・ナミーリーに因んでナーミリー派と呼ばれる集団がいたとされるが、アラウィー派との関連は不明（後述）。
アラウィー派は、トルコの「アレヴィ」（トルコ語で「アラウィー（アリーに従う者）派」を意味する）と呼ばれる宗教集団と呼称が同じであることや分布地域が隣接していることからよく混同されるが、まったく別の集団である。トルコのアレヴィ（アレヴィー派）とシリアのアラウィー派との関連については不明な点が多い。また「アフレ・ハック」と呼ばれる宗教集団ともよく混同されるが、これともまったく異なる。

## 教義

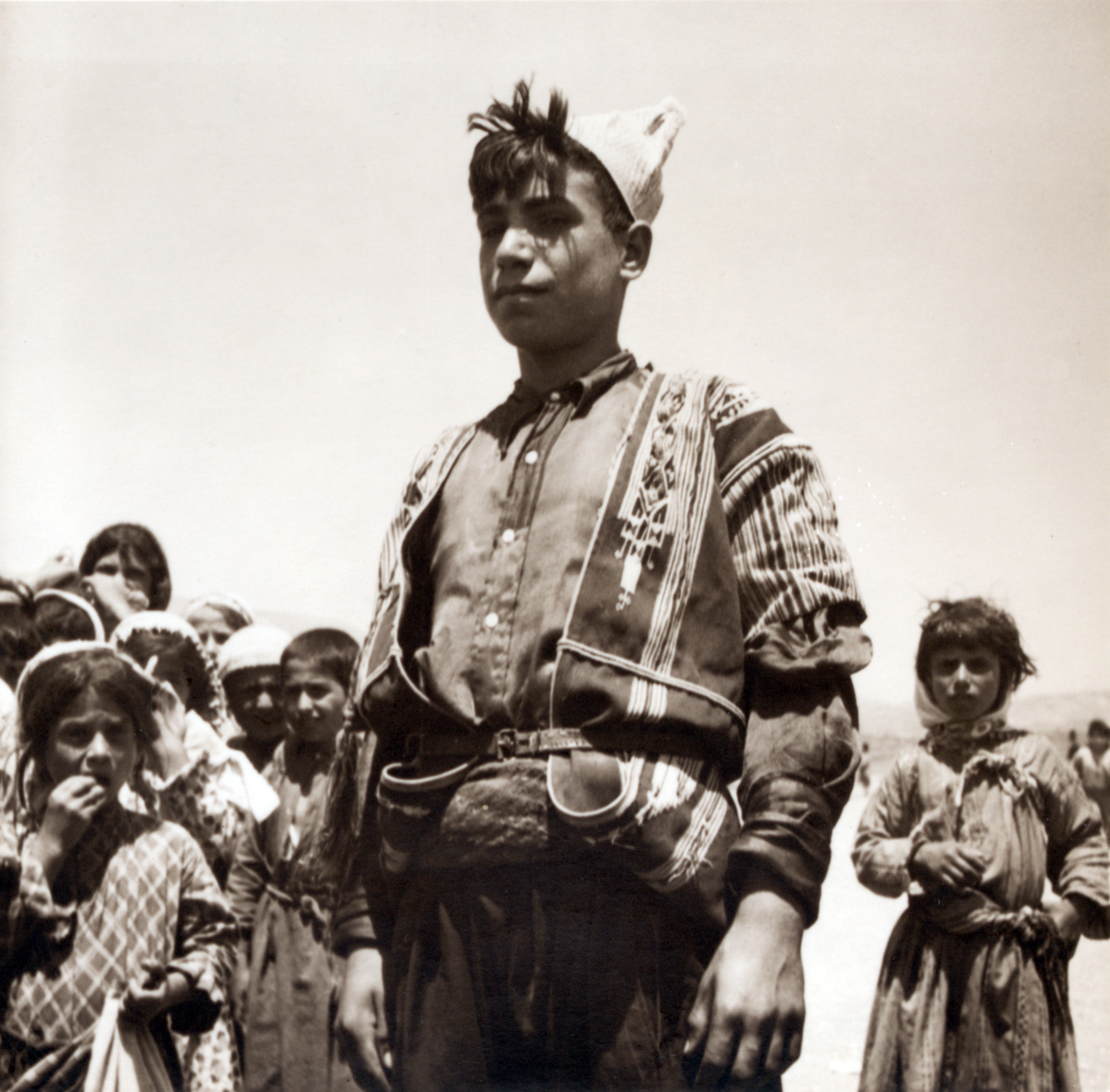
アラウィー派の少年（1938年のアンティオキア）

アラウィー派はイスマーイール派、マズダク教、マニ教、キリスト教及びシリア地方にあった土着宗教の要素が合わさったと考えられる独特の教義を持つ。特にキリスト教からは大きな影響を受けた（後述）。
アラウィー派では、両親ともにアラウィー派の男子だけが教義を学ぶことができる。16歳以降に教義を習得し、その教義を外に漏らしたものは殺されるなど神秘主義の色彩が強い。「女性に魂は無い」とされるため、宗教儀礼からは排除される。生前に善行を積めば死後に他の人間に、悪行を重ねれば動物に生まれ変わるというインドの宗教における輪廻に似た転生思想を持つ。
五行のうち、サウム（断食）、ザカート（喜捨）、ハッジ（巡礼）を行わず、特にハッジを偶像礼拝として否定している。モスクを使わず、礼拝は宗教指導者の家に集まって行われることが多い。飲酒も認められている。シリア北西部に独自の神殿をもつ。

### シーア派的要素

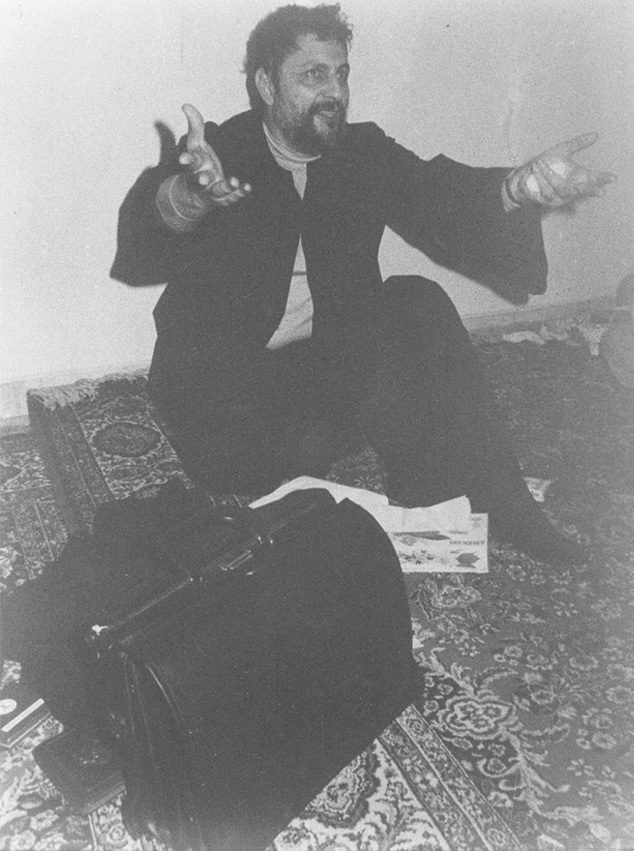
ムーサー・アッ＝サドル

1973年、レバノンの十二イマーム派のイマームであったムーサー・アッ＝サドルは、シリアの大統領ハーフィズ・アル＝アサドの働きかけにより、アラウィー派をシーア派の一派と看做すファトワーを発した。これ以降アラウィー派はシーア派として認められているが、現在でも異端視する向きは残存している。
4代目カリフ（正統カリフ）にして初代イマームのアリー・イブン・アビー・ターリブを崇敬しているという点では、シーア派と通底している。シーア派と同じく自らの信仰を隠すタキーヤ（信仰秘匿）が認められており、しばしば権力者や多数派と同じ宗教に属するかのようにふるまっていた。

### キリスト教との共通点
アラウィー派は、キリスト教とも似ているとされている。パンとワインを用いる聖餐に似た宗教儀礼があり、クリスマスやイースター、ペンテコステといったキリスト教と共通の祭日を祝っている。また、聖ゲオルギオス、聖バルバラ、聖カタリナなどキリスト教徒の聖人たちを崇拝している。
神（アッラーフ）は人間の姿をとって現れることがあるとする（アリーは神が地上に現した最後の姿として神格化している）。またアリーは「本質」を意味し、「名」（宣教者）であるムハンマドと「門」（解釈者）であるサルマーンという不可分の要素である2名の人物とともに地上に現れたのだとする三位一体的な思想を持ち、それぞれを月・太陽・天空になぞらえて信仰する。

### 変遷
アラウィー派の教義がどのように変遷したのかは不明確である。後述のように外部の資料によって一応の変遷を辿ることができるが、資料ごとの差異が教義の変遷を反映したものであるのか、別の集団について記述したことによるものなのか分からないことが多い。
アラウィー派の起源がシーア派の流れを汲む9世紀のイラクにあったナーミリー派にあるとすれば、シリアの海岸山脈に移ってから、現地のキリスト教と混濁して上記のような独特の教義が生まれたと考えることができる。
後述のようにハーフィズ・アル＝アサドはアラウィー派のイスラム化を推進したが、一部のアラウィー派には反発も見られた。

## 歴史

### 前史
シリア地方は7世紀以降にイスラム勢力の支配を幾度も受け、幾つものイスラム王朝の中心地の一つとなる。
イスラム共同体（ウンマの中で、アリーとファーティマの子孫こそイマームに相応しいと考えた人々が「アリーの党派」を結成する。しかし、イスラム共同体(ウンマ)の多数派はそれに組せず、「アリーの党派」はウマイヤ朝やアッバース朝に弾圧された。「アリーの党派」は宗派性を持った「シーア派」に発展し、多数派を批判するようになる。しかし、シーア派もイマームの選定争いによって、各自のイマームを推戴するザイド派や十二イマーム派、イスマーイール派などに分派し互いに批判するようになる。またイマームの無誤謬を強調したため、イマーム自身を神格化する集団も現れた。それらの集団は、六信に反するとして「極端派（グラート）」のレッテルを貼られていく。ファーティマ朝のハーキムを崇拝したドゥルーズ派や後述のナーミリー派も「極端派」と見なされている。

### 起源
アラウィー派は859年ごろ、「バーブ（真理にいたる門）」を自称するイブン・ヌサイルが新たな教義と簡易な実践で信徒を獲得したのが起源とされている。ただし、アラウィー派は資料をほとんど残していないため、正確な起源は分かっていない。下記に挙げられる外部のウラマーたちが、断片的にアラウィー派（と思われる集団）の教義を伝えているが、彼らが正確に教義を把握・記述していた保証はない。
10世紀の十二イマーム派ウラマーたちは、9世紀のイラクでアリー・ハーディー（10代イマーム）の支持者ムハンマド・ブン・ヌサイル・アン・ナーミリーに従い、アリーや歴代イマームを崇拝したナーミリー派について言及している。この「ムハンマド・ブン・ヌサイル・アン・ナーミリー」がアラウィー派の創始者ヌサイルと同一視され、19世紀以降の西欧人研究者たちはナーミリー派をアラウィー派の起源と看做した。ただし、ナーミリー派はアリー・ハーディーとハサン・アスカリー（11代イマーム）を崇拝する集団とみなされており、アリーを崇拝する現在のアラウィー派との関係は不明である。
12世紀のスンナ派ウラマーたちも、アリーを崇拝するイラクの「ヌサイリー派」について言及している。分派学者のシャフラスターニーは、ヌサイリー派を「神の聖霊や真理がアリーやイマームの肉体を以って顕現する」という教義を持っているとした。マルウのサムアーニーは、ヌサイリー派についてアリーを神と信じる人々であるとしている。
14世紀後半から15世紀初頭のカイロで活躍したスンナ派学者カルカシャンディーは、自著の百科事典『闇夜の黎明』で「ヌサイリー派」の項目を設け、同派の創始者ヌサイルをアリーの小姓としている。また、雲を神（アリー）の住処として敬い、サルマン・アル＝ファーリスィーをアリーの使徒としているなど、シャフラスターニーらが伝えていない（または、異なる）説を紹介している。このため、12世紀のイラクに存在した「ヌサイリー派」は、カルカシャンディーが伝える15世紀のヌサイリー派（現在のアラウィー派に連なる）とは異なる集団である可能性もある。

### 迫害

#### シリアへの避難

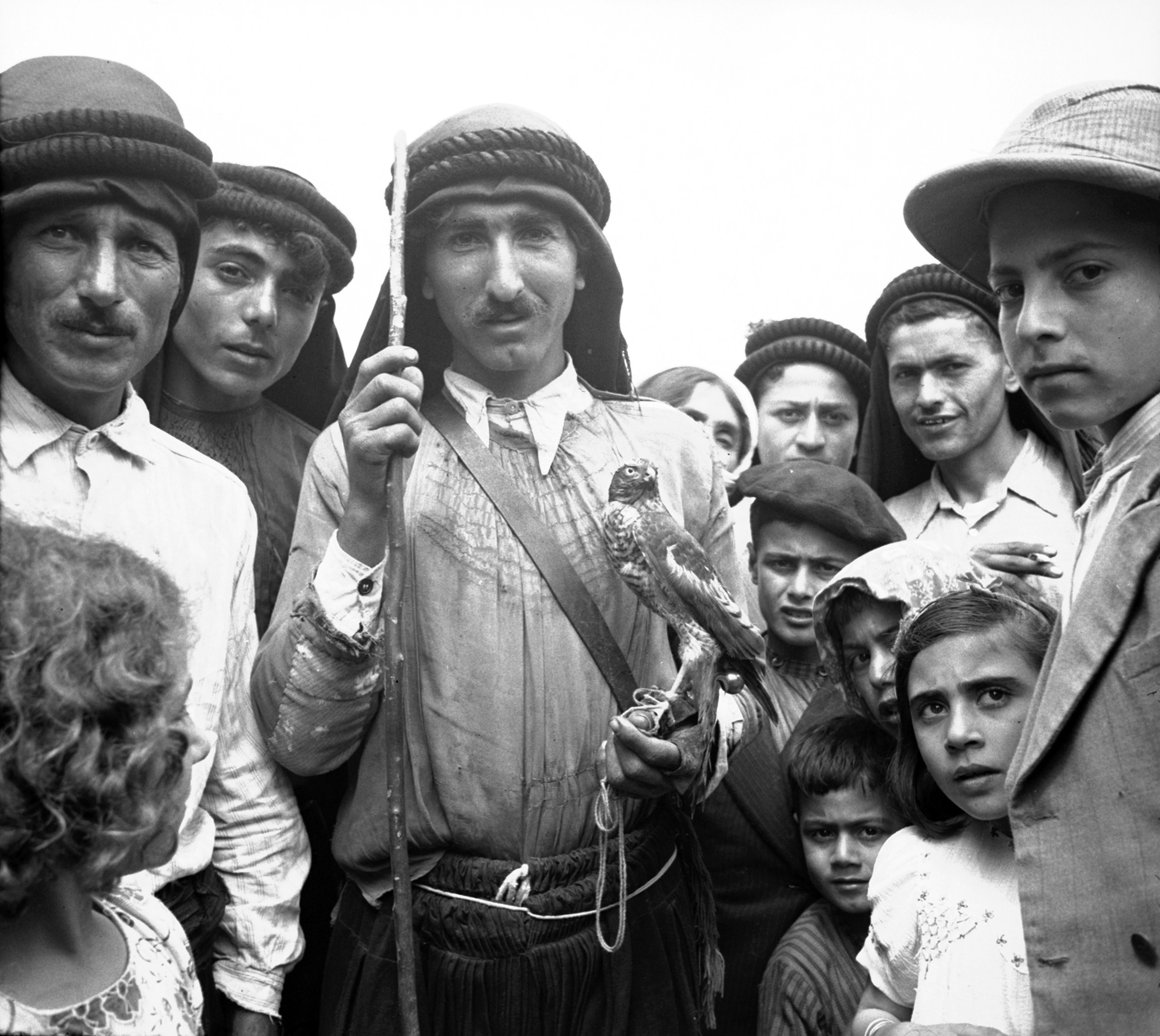
アラウィー派の鷹匠（第二次世界大戦中にFrank Hurleyがシリアのバニヤースで撮影）

20世紀にラタキアのアラウィー派有力者が書いた『アラウィー派の歴史』によると、10世紀半ばにバグダードのアラウィー派指導者がシリアのアレッポへ移り、シリア北部にアラウィー派を広めたとされる。
アラウィー派は、他のムスリムからは憎まれ続けた。11世紀の神学者ガザーリーはアラウィー派（ヌサイリー派）を「イスラムから逸脱している」と看做し、「彼らを殺すことはムスリムの義務である」とまで主張していた。12世紀の神学者イブン・タイミーヤも、アラウィー派(ヌサイリー派)を激しく糾弾した。彼は「ヌサイリー派（アラウィー派）が異教徒よりも不敬虔であり、ムスリムにとって最悪の敵で、彼らを罰することは最も敬虔で重要な義務である」と主張した。
11世紀から12世紀にかけて、セルジューク朝、ザンギー朝、アイユーブ朝の支配を経て、シリアの都市部・平野部におけるスンナ派優位が確立する。13世紀以降アラウィー派は地中海沿岸部に逃れて住むようになった。この地域は長い間キリスト教国の東ローマ帝国や十字軍国家の支配下にあった。そのためイスラム化（スンナ派化）が比較的進んでおらず、シーア派、ドゥルーズ派、キリスト教徒、ユダヤ教徒なども多く、中東の他地域より宗教的多様性があった。

#### オスマン帝国の支配
16世紀初頭、オスマン帝国がシリアを支配するようになった。オスマン帝国はアラウィー派に独自の首長の支配に服することを認め、信仰の保持と一定の自治を認めた。ただし、地理的には海岸山脈に封じ込められ、行政機構からは排除された。また、オスマン帝国はアラウィー派にミレットの形成を認めず、1571年の布告でアラウィー派は非ムスリム（ズィンミー）とみなされ、ジズヤ（人頭税）を納める義務があるとして差別された。オスマン帝国時代のスンナ派は、アラウィー派の作った食物を不衛生とみなして口にしなかった。
オスマン帝国シリア属州では、スンナ派名望家が行政を担っていた。彼らはイスタンブールの中央政界と結びつきつつ、宗教的権威や経済・文化資本を独占して大きな影響力を行使していた。一方、アラウィー派は迫害を恐れて自らの信仰を秘匿し（タキーヤ）、山村の地縁的共同体と一体化した集団を形成していた。アラウィー派の一部はテリトリーに入ってきた部外者を襲うこともあったため、周囲からスンナ派の集落を襲い徴税を拒む乱暴者のイメージを持たれていた。都市に移り住んだアラウィー派もいたが、都市経済はスンナ派名望家やキリスト教徒の商人たちで占められており、アラウィー派は郊外で下層階級を形成した。ラタキアの都市住民もスンナ派やキリスト教徒が多く、ラタキア周辺の農村部では地主がスンナ派で農民がアラウィー派という状態であった。
19世紀に入ると、西欧からキリスト教の宣教師たちが訪れるようになる。彼らはアラウィー派に着目し、友好関係を築いた。これに危機感を覚えたオスマン帝国は、アラウィー派のためにモスクを建設し、指導者に圧力をかけてイスラム化を図ったが、ほとんど効果はなかった。また、この頃のオスマン帝国の衰退に危機感を覚えたスンナ派名望家たちは、アラウィー派に対して激しい迫害を加えるようになった。

### フランス委任統治

フランス委任統治領（1921–22年）。紫がアラウィー派国

アラウィー派国の旗

第一次世界大戦によってオスマン帝国は解体され、1920年からフランスがシリアの国際連盟委任統治を担当した（フランス委任統治領シリア）。1922年、シリアは4つからなる緩やかな連邦に再編された。アラウィー派にはラタキアを中心とするシリアの地中海沿岸地方にアラウィー派国が認められ、アラウィー派住民による自治が行われた。
スンナ派による統治を嫌っていたアラウィー派は、即座に親フランス的な姿勢を見せた。フランスは、スンナ派による多数派統治が独立運動などにつながりかねないことを危惧し、現地の軍事組織・治安組織にアラウィー派やドゥルーズ派を積極的に登用した。これは、住民の離間策としても機能した。
1926年の総選挙ではスンナ派がボイコットしたため、アラウィー派は多くの議席を獲得した。フランスが創設したレヴァント特別部隊でもアラウィー派が多数を占め、アラウィー派はフランス統治に協力することで大きな政治力を手に入れた。フランスの開設した無料の軍学校と有給の軍事組織は、伝統的に貧しいアラウィー派にとって貴重な経済・文化資本の源泉となった。また、軍務に就きフランスの統治に協力することで、社会的地位を上昇させることができるようになった。
1930年には、アラウィー派国から改名した名目上の独立国ラタキア国が成立する。1936年、ラタキア国がシリアに併合されそうになると、スレイマン・アサド（ハーフィズ・アル＝アサドの祖父）などアラウィー派指導者はフランスの首相レオン・ブルムに手紙を書き、自治権の維持を要求した。結局、自治権はシリアに吸収されるがアラウィー派に有利な行政システムは残された。1939年、アラウィー派のスレイマン・アル＝ムルシードは反乱を起こし、スンナ派勢力の影響がアラウィー派に及ぶことを防いだ。同年、シリア総督はアラウィー派国家を再設定した。第二次世界大戦下の1943年、連合国のイギリスは、フランス領を統治していた親ナチス・ドイツのヴィシー政権派をシリアから駆逐し（シリア・レバノン戦役）、シリア独立に向けて総選挙を行わせ、アラウィー派国家はシリアに再統合された。

### シリア独立以後

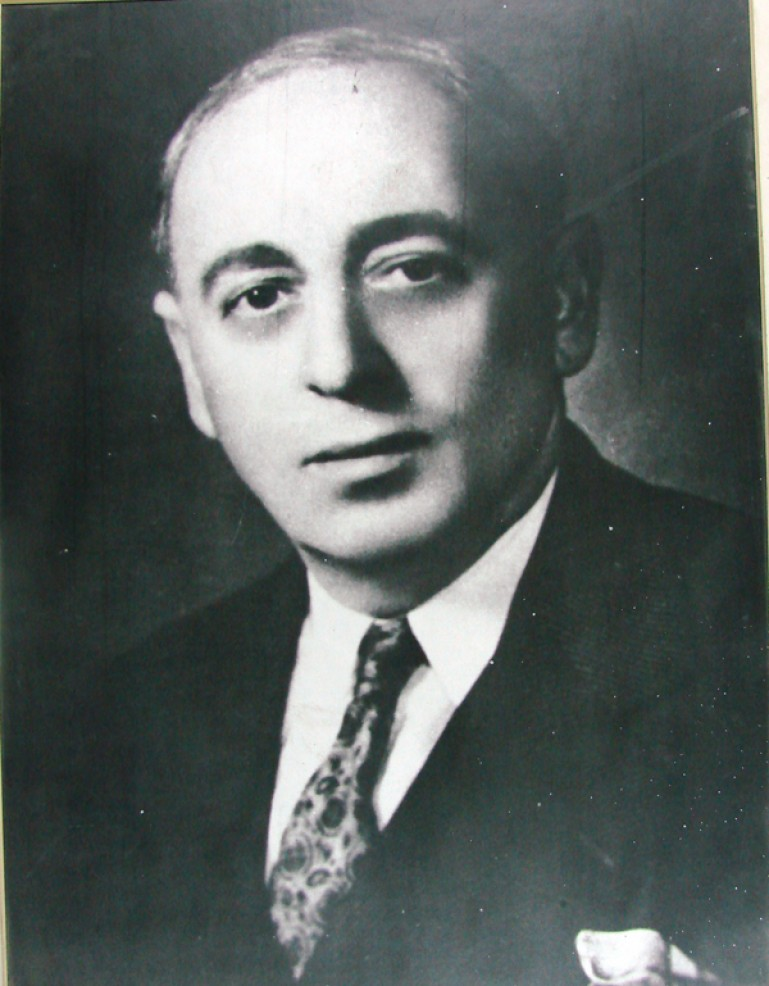
ザキー・アル＝アルスーズィー

1946年、シリアが独立するとスンナ派名望家が主導権を握った。アラウィー派はラタキアが宗教的に寛容なレバノンかヨルダンに併合されることを望み、ムルシードは反乱を起こすが鎮圧され処刑された。アラウィー派部隊は解散、アラウィー派は議会から締め出され、同化政策が採られた。
軍隊は依然として実力主義だったので、多くのアラウィー派の若者が入隊した。一方、政治・軍部におけるスンナ派名望家は権力闘争に明け暮れ、失脚したスンナ派将校の後任にアラウィー派将校が就くことで、軍におけるアラウィー派の影響力は強まっていった。また、この頃アラウィー派のザキー・アル＝アルスーズィーらが参画したバアス党に多くのアラウィー派が入党した。社会主義と世俗主義を掲げたバアス党は、貧困層が多く宗教的差別を受けていたアラウィー派にとって魅力的な政党だった。軍内のアラウィー派を通じてバアス党は軍部にも影響力を及ぼすようになる。後に大統領となるハーフィズ・アル＝アサド（H.アサド）も軍に入隊し、バアス党に入党したアラウィー派青年の1人だった。
1963年、隣国イラクでバアス党がクーデター（ラマダーン革命）を起こし、バアス党政権が誕生する。それに触発されたシリアのバアス党も軍事クーデター（3月8日革命）を起こし政権を獲得した。これに対し、イスラム主義を掲げるスンナ派組織ムスリム同胞団が反乱を起こすなど、バアス党政権の基盤は不安定だった。党内でも激しい権力闘争が行われるが、この過程でアラウィー派のサラーフ・ジャディードが権力を握る。ただし、ジャディードは表に出ず、党地域指導部副書記に留まった。

#### アサド政権

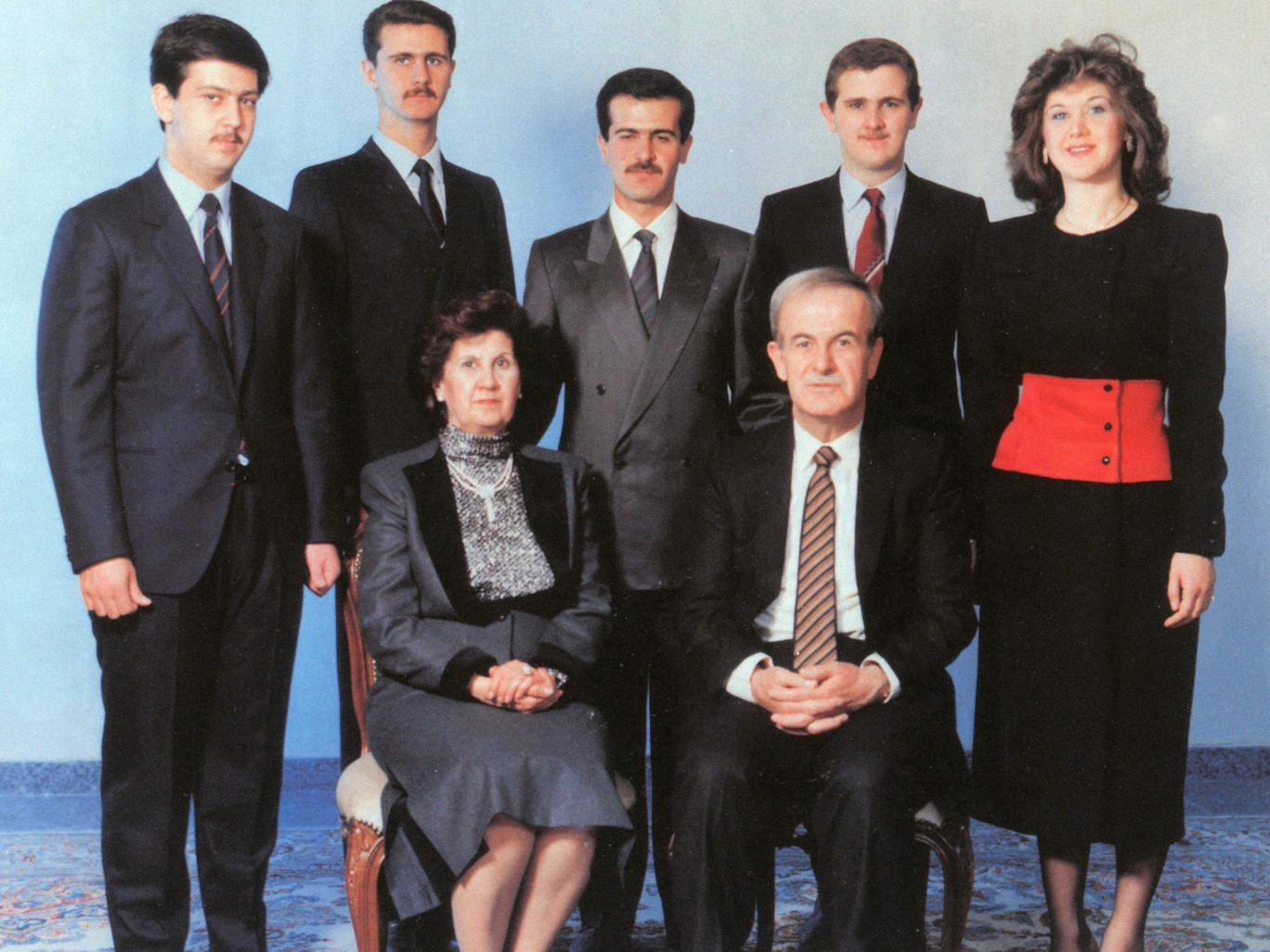
アル＝アサド家。前列右がハーフィズ、後列左から2人目がバッシャール

1967年、シリアは第三次中東戦争（六日戦争）でイスラエルに惨敗し、ゴラン高原を失う。国防相に就任していたH.アサドはイスラエルの領土拡大に脅威を感じ、経済・外交政策で悪手を打ち続けるジャディードに代わって自らがシリアの支配者となることを決意した。彼は軍の主導権を握り、1970年に無血クーデター（矯正運動）を起こすと国防相・首相・バアス党地域指導部書記長を兼任、1971年には大統領に就任し、今までのアラウィー派指導者とは異なり名実ともに権力を一手にした。
山村の貧しい家柄出身でアラウィー派のH.アサドは、強力な特権意識を持ち数百年間の血縁で結ばれたスンニ名望家に対抗するために、地縁で結ばれたラタキアのアラウィー派を積極的に登用していく。それと同時にスンナ派名望家の一部を政権内に取り込み、反発する名望家たちを弾圧することで名望家層を巧みに分断した。また、アラウィー派のイスラム要素を強める政策を採り、レバノンの十二イマーム派イマームであるムーサー・アッ＝サドルに働きかけ、アラウィー派をシーア派の一派と看做すファトワーを発せさせた。反アサドのスンナ派名望家の多くは、アラウィー派有力者を次々と暗殺し、主要都市で暴動を起こしていたムスリム同胞団に参加する。しかし、H.アサドは武力弾圧を強化し、1982年のハマー虐殺で同胞団を壊滅させた。これ以降、シリア国内の反アサド派は沈黙か亡命に追いやられた。
H.アサドはレバノン内戦にも介入し、トリポリなどに住むアラウィー派武装勢力を支援した。H.アサドが主導した停戦協定ターイフ合意（1989年）では、それまでレバノン議会に議席が無かったアラウィー派に2議席が与えられた。
こうしてシリアの全権を手にしたH.アサドは以後30年もの長きにわたってシリアを独裁統治し、それとともにアラウィー派は貧困から脱して政治・軍事において重要な地位を獲得していった。ただし、その統治はアラウィー派の教義に則ったものではなく、宗教・民族間の亀裂を克服し、シリア社会の統合を図ることを建前にしていた。
2000年、H.アサドが死去すると後継大統領には、次男のバッシャール・アル＝アサド（B.アサド）が就任する。B.アサドもアラウィー派だが、スンナ派やキリスト教徒などを政権内の重要ポストに据え、先代と比べてアラウィー派色を薄めた。それと同時に大統領による独裁体制も集団指導体制へと移行した。また、ドゥルーズ派出身者も前大統領時代は1966年シリアクーデター後の対立とそれによる混乱の結果、軍内の昇進から排除されるなどの冷遇を受けていたが、精鋭部隊である共和国防衛隊の要職へ登用されている。

#### シリア内戦
2011年、チュニジアから中東全域にアラブの春が波及し、シリア内戦が勃発する。2012年にはレバノンにも波及し、トリポリでアラウィー派（アサド政権寄り）とスンナ派（反政府勢力寄り）の衝突が起きている。
それまで体制側についていたシリアのスンナ派名望家は一部が反体制派に寝返り、アサド政権は全土を掌握できなくなった。ハマーの虐殺以来シリアから亡命していたスンナ派名望家も反体制派を支援しているとされる。トルコやサウジアラビア、カタールなどスンナ派諸国は、アサド政権がスンナ派住民を大量虐殺したとして反政府勢力を支援した。
一方、アラウィー派を含む宗教的マイノリティは非常に危機的な状況にあるとされる。キリスト教の立場からは、反体制派の主導権を握るスンナ派優位主義者が「キリスト教徒はベイルートへ行け」「アラウィー派は墓へ」などと主張して、非スンナ派に対して激しい迫害を加えていると指摘されている。また、スンナ派の武装勢力であるアル＝ヌスラ戦線（アルカーイダ系）やISIL（イスラム国）はアラウィー派に改宗を迫る構えを見せており、アラウィー派はアサド政権を支持して反政府勢力と戦っている。このため、キリスト教徒やドゥルーズ派などの非スンナ派イスラム教徒の大多数も、反体制派を弾圧者と捉え、アサド政権を支持している。イランのシーア派政権やイラクのシーア派民兵、レバノンのシーア派武装勢力ヒズボラなどがアサド政権を支援している。

#### アサド政権崩壊後
2024年12月8日に首都ダマスカスを陥落させた反体制派の代表団は翌日にアラウィー派の有力者たちと面会し、アラウィー派の有力者たちは反体制派を支持する声明に署名した。かつての反体制派が樹立したシリア暫定政府は国民融和を掲げているが、アラウィー派への報復・迫害が起きている。

## 分布

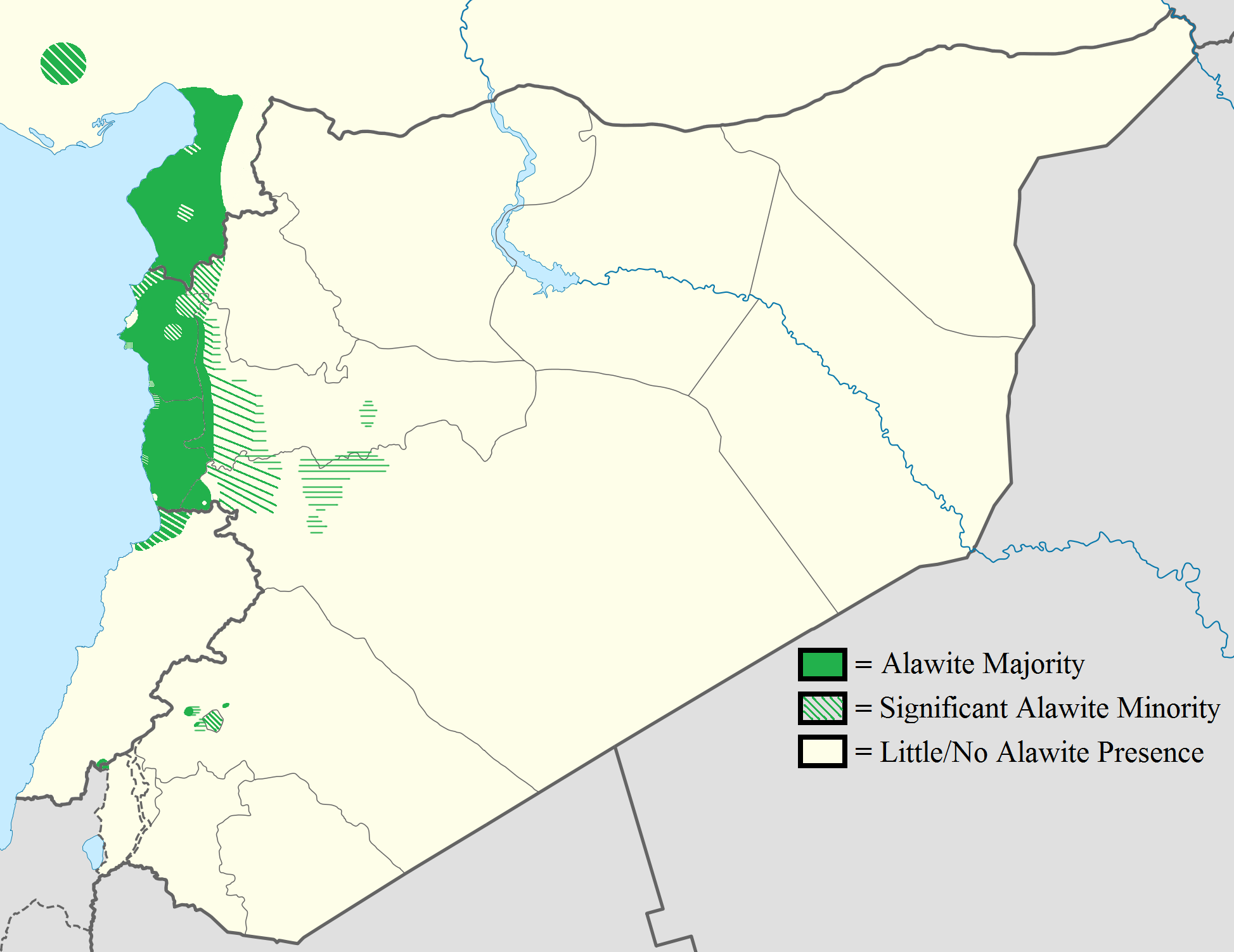
アラウィー派の分布地域

前述のように、アラウィー派はシリアの地中海沿岸部を中心に分布している。宮田律によると世界のアラウィー派人口は130万人で、そのうちシリアには100万人が住んでいる。シリアのアラウィー派のうち4分の3が沿岸部のラタキア県及びタルトゥース県に住んでおり、ラタキア住民の3分の2がアラウィー派である。タルトゥースなどのアラウィー派が多く住む都市は、スンナ派が多数を占める地域に比べてリベラルであるとされている。
シリア以外ではレバノンやトルコにもアラウィー派が居住している。バアス党の統治によって世俗的傾向が強いシリアのアラウィー派に対して、トルコに居住するアラウィー派はより宗派的伝統に依拠しており、保守的であるとされる。
内戦の結果、シリア内陸部に住むアラウィー派住民の多くは国内避難民として沿岸部に移動せざるをえなくなったとされ、アサド政権崩壊後はアラウィー派が多数を占める集落やレバノンに逃げ込む傾向が加速している。
アラウィー派にとって重要な都市
- ラタキア：アサド政権の強力な地盤[6]
- タルトゥース：アサド政権の地盤。内戦が始まって以降、シリアのアラウィー派の半数近くがこの町に避難し、市の人口は90万から120万に急増した（2012年7月時点）[25]。
- ダマスカス：アサド政権成立時には約1万人のアラウィー派が暮らしていた[2]。
- トリポリ：レバノン。住民の1割がアラウィー派とされる[15]。

## アラウィー派の著名人

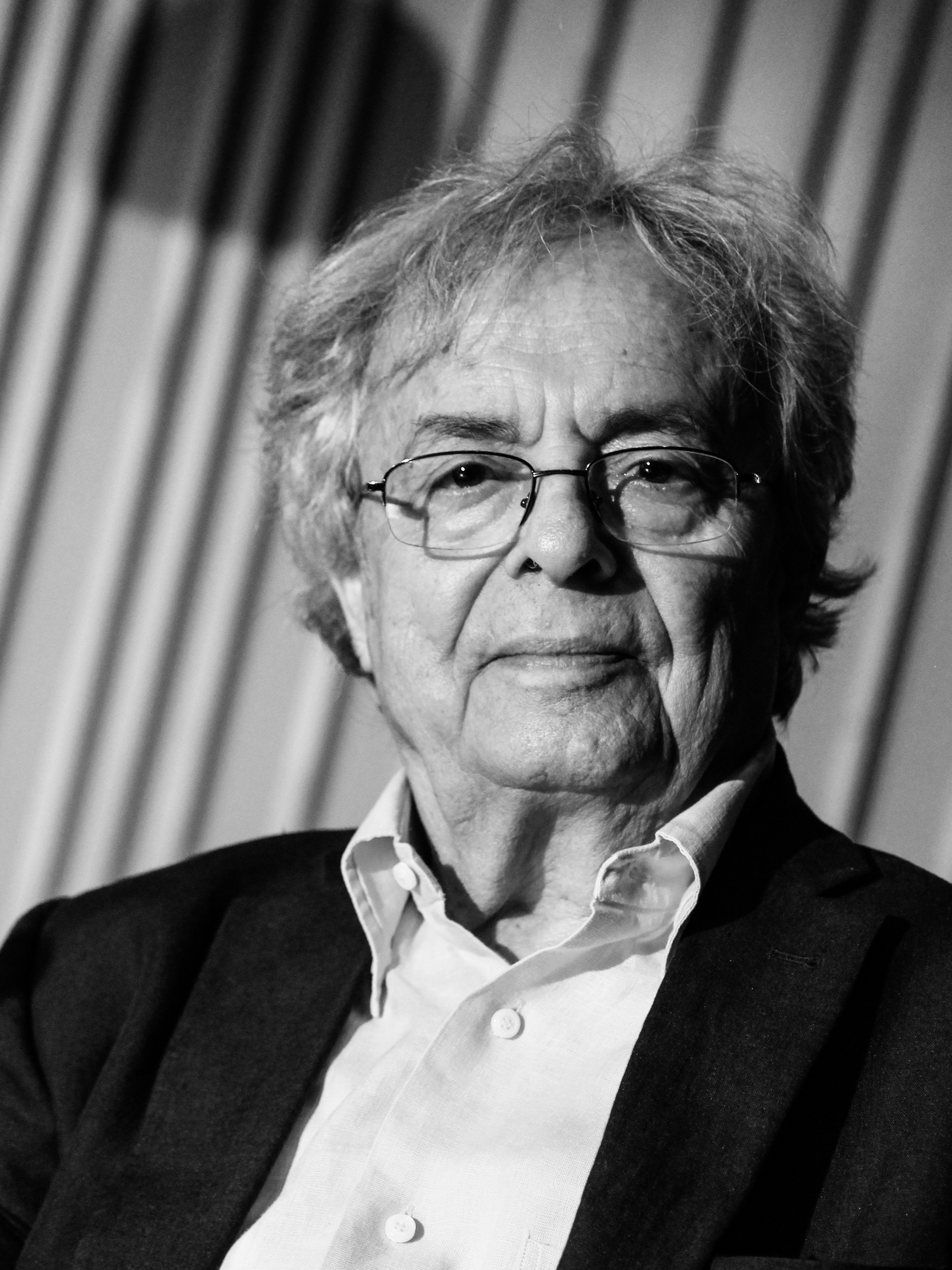
詩人アドニスは近代アラビア語詩文の先駆者の1人とされる

- アル＝アサド家（en:Al-Assad family）
  - ハーフィズ・アル＝アサド（H.アサド）：シリア大統領（在任1971年 - 2000年）。2000年6月死去。
  - バッシャール・アル＝アサド（B.アサド）：シリア大統領（在任2000年 - 2024年）。H.アサドの次男。2024年12月ロシアに亡命。
  - バースィル・アル＝アサド：シリアの軍人・政治家。H.アサドの長男でB.アサドの実兄。1994年事故死。
  - マーヘル・アル＝アサド：シリアの軍人・政治家。H.アサドの三男でB.アサドの実弟。2024年12月ロシアに亡命。
  - アースィフ・シャウカト：シリアの軍人、政治家。H.アサドの娘婿。2012年に反体制派のテロで暗殺。
- ザキー・アル＝アルスーズィー：哲学者。バアス党幹部。
- サラーフ・ジャディード：バアス党幹部。
- スハイル・アル＝ハッサン：シリアの軍人。
- アドニス：詩人。